# Les Beaux Souvenirs
Pour les articles homonymes, voir Les Souvenirs (homonymie).
Pour plus de détails, voir Fiche technique et Distribution.
Les Beaux Souvenirs est un film québécois réalisé par Francis Mankiewicz, sorti en 1981. C'est une seconde collaboration de Mankiewicz avec Réjean Ducharme qui signe le scénario. Les deux avaient collaboré pour Les Bons Débarras, reconnu comme un des meilleurs films québécois.

## Synopsis
Tout comme sa mère qui les a abandonné, Viviane a quitté sa famille. Elle essaie de renouer avec les siens, vivant toujours sur l'île d'Orléans. Son père et sa jeune sœur ont développé une relation complice et trouble où le souvenir de ceux qui les ont quitté est omniprésent et dans laquelle il n’est pas facile de s'immiscer. L'équilibre de Viviane est mis à rude épreuve par les siens et par les souvenirs qui la hantent.

## Fiche technique
Sources : IMDb et Films du Québec
- Titre original : Les Beaux Souvenirs
- Réalisation : Francis Mankiewicz
- Scénario : Réjean Ducharme
- Musique : Jean Cousineau
- Direction artistique : Normand Sarrazin
- Costumes : Blanche Boileau
- Maquillage et coiffure : Diane Simard
- Photographie : Georges Dufaux
- Son : Claude Hazanavicius, Jean-Pierre Joutel
- Montage : André Corriveau
- Production : Jean Dansereau
- Sociétés de production : Office national du film du Canada, Les Productions Lamy Spencer
- Société de distribution : Les Films Mutuels
- Budget : 1,25 million $ CA
- Pays de production :  Canada
- Langue originale : français
- Format : couleur — 35 mm
- Genre : Drame
- Durée : 114 minutes
- Dates de sortie :
  - Canada : 8 octobre 1981 (sortie en salle au Québec)

## Distribution
- Monique Spaziani : Marie
- Julie Vincent : Viviane
- Paul Hébert : père de Marie et Viviane
- R. H. Thomson : Rick
- Michel Daigle : le gérant
- Mélanie Daigle : Marie enfant
- Lionel Géroux : ferblantier
- Georges Delisle : pharmacien
- Rémy Girard : amant de la mère
- Patrick Falardeau : joueur de billard
- Pierre Morin : joueur de billard
- Nicky Roy : danseuse
- Andrée Lachapelle : voix de la mère

## Autour du film
- Ce film marque la première apparition de Rémy Girard au cinéma.

## Distinctions

### Nominations
- 1982 : nominations aux prix Génie :
  - Jean Cousineau pour la meilleure musique
  - Réjean Ducharme pour le meilleur scénario
  - Monique Spaziani pour la meilleure actrice dans un premier rôle